# Sabulodes huachuca
Sabulodes huachuca là một loài bướm đêm trong họ Geometridae.